# Albin Jakopič
Albin Jakopič (geboren 3. Februar 1912 in Mojstrana; gestorben 18. Januar 1947 in Ljubljana) war ein jugoslawischer Skispringer. 

## Werdegang
Albin Jakopič begann in Mojstrana, Slowenien, mit dem Skifahren. Als einer der erfolgreichsten Sportler der Region wurde er 1932, 1933 und 1934 nationaler Meister in der nordischen Kombination. Deshalb wurde er ausgewählt, zusammen mit seinem Bruder Avgust Jakopič zu den Olympischen Winterspielen 1936 in Garmisch-Partenkirchen teilzunehmen. Er nahm in der nordischen Kombination (34. Platz) und Skispringen (44. Platz) teil. Er sprang noch bis in die 1940er Jahre Ski und trainierte die bulgarische Nationalmannschaft. 
Nach einem Motorradunfall verletzte er sich am Kopf, sprang aber weiter und starb letztlich in Ljubljana, als er nach einem Sprung zusammenbrach.